# Angelika Neuner
Angelika Neuner (Innsbruck, 23 dicembre 1969) è un'ex slittinista austriaca.
È sorella di Doris, a sua volta ex slittinista di alto livello.

## Biografia
Iniziò a gareggiare per la nazionale austriaca nelle varie categorie giovanili nella specialità del singolo, non riuscendo però ad ottenere risultati di rilievo.
A livello assoluto esordì in Coppa del Mondo nella stagione 1991/92, conquistò il primo podio il 1º dicembre 1991 nel singolo a Sigulda (3ª) e la sua unica vittoria il 16 febbraio 1997 sempre nel singolo a Nagano. In classifica generale, come miglior risultato, si piazzò al secondo posto nella specialità del singolo nel 1996/97.
Prese parte a quattro edizioni dei Giochi olimpici invernali, esclusivamente nel singolo: ad Albertville 1992 conquistò la medaglia d'argento dietro alla sorella Doris, a Lillehammer 1994 concluse la gara al quarto posto, a Nagano 1998 ottenne la medaglia di bronzo ed a Salt Lake City 2002, dove ebbe l'onore di sfilare come portabandiera per la delegazione austriaca in occasione della cerimonia di apertura dei Giochi, giunse nuovamente quarta, in quella che fu la sua ultima gara a livello internazionale.
Ai campionati mondiali ottenne sei medaglie: due d'oro, una d'argento e due di bronzo nelle gare a squadre ed un'altra di bronzo nel singolo ad Igls 1997. Nelle rassegne continentali conquistò cinque medaglie: due d'argento e due di bronzo nelle gare a squadre ed un'altra di bronzo nel singolo.
Lasciata la carriera agonistica è diventata allenatrice della nazionale giovanile austriaca, ed in questa sua veste ha avuto il privilegio di recitare il giuramento olimpico per gli allenatori ai Giochi olimpici giovanili di Innsbruck 2012.

## Palmarès

### Olimpiadi
- 2 medaglie:
  - 1 argento (singolo ad Albertville 1992);
  - 1 bronzo (singolo a Nagano 1998).

### Mondiali
- 6 medaglie:
  - 2 ori (gara a squadre ad Altenberg 1996; gara a squadre ad Igls 1997);
  - 1 argento (gara a squadre a Calgary 1993);
  - 3 bronzi (gara a squadre a Lillehammer 1995; singolo ad Igls 1997; gara a squadre a Sankt Moritz 2000).

### Europei
- 5 medaglie:
  - 2 argenti (gara a squadre a Winterberg 1992; gara a squadre a Sigulda 1996);
  - 3 bronzi (singolo a Winterberg 1992; gara a squadre ad Oberhof 1998; gara a squadre ad Altenberg 2002).

### Coppa del Mondo
- Miglior piazzamento in classifica generale nel singolo: 2ª nel 1996/97.
- 21 podi (tutti nel singolo):
  - 1 vittoria;
  - 5 secondi posti;
  - 15 terzi posti.

#### Coppa del Mondo - vittorie
| Data             | Luogo  | Paese    | Disciplina |
| ---------------- | ------ | -------- | ---------- |
| 16 febbraio 1997 | Nagano | Giappone | Singolo    |